# Jonathan Ramírez
Jonathan Ramírez Silva (Tacuarembó, Uruguay, 18 de diciembre de 1990) es un futbolista uruguayo. Debutó profesionalmente en el año 2009 en el Tacuarembó. En julio de 2010 pasa al Club Atlético River Plate de la Primera división uruguaya. Antes del periodo de pases de julio-agosto de 2011 declara ser hincha de Club Nacional de Football y su deseo de vestir esa camiseta pero en agosto de 2011 pasa al Club Atlético Vélez Sarsfield de la Primera División de Argentina
Es un jugador que destaca por su gran velocidad, por su gambeta endiablada y físico peronista
A mediados de 2012 pasa cedido a préstamo por un año al Club Nacional de Football de Uruguay

## Trayectoria

### Nacional
El jugador debutó en Nacional el 21 de julio de 2012 en un partido de pretemporada frente a la Selección de Salto. Jugó los últimos 45 minutos. El partido terminó 0-0. A nivel oficial, debutó frente a Deportes Iquique en Chile, por la Copa Sudamericana 2012.

## Clubes
| Club             | Temporada | Liga | Liga  | Copa | Copa  | Internacional | Internacional | Total | Total |
| Club             | Temporada | PJ   | Goles | PJ   | Goles | PJ            | Goles         | PJ    | Goles |
| ---------------- | --------- | ---- | ----- | ---- | ----- | ------------- | ------------- | ----- | ----- |
| Tacuarembó       | 2009-10   | 25   | 6     | 0    | 0     | 0             | 0             | 25    | 6     |
| River Plate      | 2010-11   | 15   | 6     | 0    | 0     | 1             | 0             | 16    | 6     |
| Vélez Sarsfield  | 2011–12   | 15   | 2     | 0    | 0     | 5             | 0             | 20    | 2     |
| Nacional         | 2012–13   | 6    | 0     | 0    | 0     | 2             | 0             | 8     | 0     |
| Sporting Cristal | 2013-14   | 12   | 0     | 0    | 0     | 0             | 0             | 12    | 0     |
| River Plate      | 2013-14   | 8    | 3     | 0    | 0     | 0             | 0             | 8     | 3     |
| River Plate      | 2014-15   | 9    | 2     | 0    | 0     | 0             | 0             | 9     | 2     |
| River Plate      | 2015-16   | 11   | 0     | 0    | 0     | 0             | 0             | 11    | 0     |
| Cerro            | 2016-17   | 7    | 0     | 0    | 0     | 0             | 0             | 7     | 0     |
| El Tanque Sisley | 2017-18   | 10   | 2     | 0    | 0     | 0             | 0             | 10    | 2     |
| Tacuarembó       | 2018-2019 | 15   | 2     | 0    | 0     | 0             | 0             | 15    | 2     |
| Sonsonate        | 2019      | 17   | 3     | 0    | 0     | 0             | 0             | 17    | 3     |
| Total:           | Total:    | 153  | 26    | 0    | 0     | 8             | 0             | 153   | 26    |